# Дегтярёв, Иван Иванович
Иван Иванович Дегтярёв (1930—2008) — бригадир проходчиков шахты № 66-67, Герой Социалистического Труда.

## Биография
Родился 10 мая 1930 года в поселке Бирюкова Свердловского района Луганской области. Отец погиб на фронте в 1944 году. После окончания средней школы в 1947 году работал токарем Центральных электромеханических мастерских в городе Свердловске, электрослесарем на шахте № 5-5-бис.
С 1950 по 1953 служил в армии.
После службы связал свою трудовую деятельность с шахтой № 66-67 «Маяк», впоследствии с «Должанской-Капитальной». Работал электрослесарем, проходчиком. Самоотверженный труд горняков был высоко оценен правительством. Указом Президиума Верховного Совета СССР от 27 июня 1966 года звание Героя Соц. Труда было присвоено бригадиру проходчиков шахты № 66-67 И. И. Дегтярёву за высокие трудовые достижения в проходке за годы седьмой пятилетки. Был награждён орденами Ленина, Трудового Красного Знамени, удостоен звания «Почётный шахтёр».
После выхода на пенсию продолжал трудиться: готовил молодую смену для шахты «Должанская-Капитальная», был председателем совета наставников, мастером производственного обучения.
Умер 8 июня 2008 года.